# The Covered Wagon
The Covered Wagon (bra: Os Bandeirantes) é um filme mudo do gênero faroeste produzido nos Estados Unidos e lançado em 1923.
Esse filme teria uma versão falada (Fighting Caravans) em 1931.

## Produção
O filme foi rodado em Baker (Nevada), onde a Paramount teve de construir grandes cenários, incluindo uma fortaleza e barcas (tipo ferry). Os produtores utilizaram mais de três mil figurantes (incluindo três tribos indígenas reais) e quinhentas carroças.

## Recepção
Para o lançamento do filme em Londres, a Paramount enviou membros da tribo Arapaho totalmente paramentados. Os Arapaho realizaram um desfile na capital britânica, atraindo a curiosidade local.

## Crítica
The Covered Wagon foi eleito pelo crítico teatral Edwin Francis Schallert (pai do futuro ator William Schallert) o melhor filme de 1923.